# Glewiki
Glewiki (Anthocerotophyta) – gromada roślin telomowych (jedna z czterech wyróżnianych obok mchów, wątrobowców i roślin naczyniowych), dawniej często w randze klasy w obrębie mszaków. Nazwano w tej grupie ok. 300–400 gatunków, ale szacuje się, że w istocie jest ich ok. 100–150 do 200–250. Szeroko rozprzestrzenione są glewiki z rodzajów Anthoceros, Phaeoceros i Notothylas, pozostali przedstawiciele tej grupy występują tylko w strefie tropikalnej i subtropikalnej. Są to organizmy pionierskie występujące na wilgotnej, nagiej glebie mulistej lub gliniastej. Z Polski podawano 5 gatunków, ale po weryfikacjach materiałów zielnikowych potwierdzono jako wiarygodną obecność trzech gatunków (Anthoceros agrestis, A. neesii i Phaeoceros carolinianus). W 2023 stwierdzony został czwarty gatunek – Notothylas orbicularis.

## Morfologia

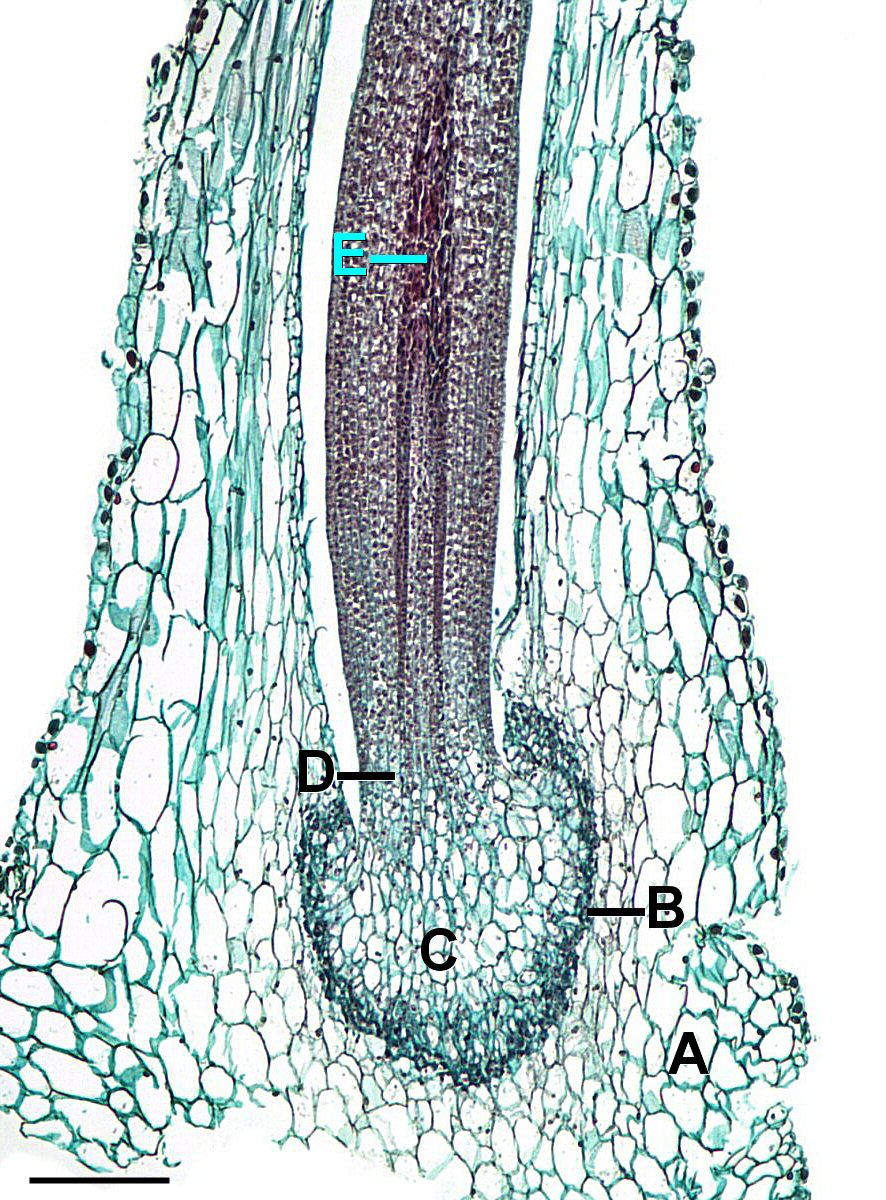
Przekrój przez nasadę sporofitu glewika. A – gametofit, B – komórki peryferyjne stopy, C – stopa sporofitu, D – merystem, E – zarodnia z kolumienką i powstającymi zarodnikami i pseudoelaterami

Drobne rośliny o plechowatym, zielonym gametoficie i wyrastających z niego z reguły licznych i także zielonych sporofitach.

### Gametofit
Splątek jest słabo wykształcony lub ta faza rozwoju nie występuje. Gametofit tworzy plechowatą rozetkę o średnicy od kilku milimetrów do kilku centymetrów (rzadko większą niż 2 cm średnicy), mniej lub bardziej regularną, na brzegach pomarszczoną lub dzielącą się na kędzierzawe płaty, rozrastające się taśmowato. W tropikach występują gatunki o plesze taśmowatej. Płaty plechy nie mają żebra lub jest ono słabiej lub mocniej wykształcone. Brzegi plechy są cienkie i zwykle faliste. Z wnętrza plechy wyrastają od jej spodu gładkie, jednokomórkowe chwytniki, brak łusek brzusznych, ciałek oleistych i brodawek śluzowych (występujących u podobnych, plechowatych wątrobowców).
W plechach glewików występują jamki śluzowe otwierające się porami zwykle po spodniej stronie plechy, rzadziej górnej, często zasiedlane przez kolonie sinic z rodzaju trzęsidło (Nostoc). Tworzą one relację symbiotyczną – sinice zaopatrywane są w węglowodany, a glewiki uzyskują od nich związki azotu. Czasem kolonie sinic widoczne są w plesze gołym okiem jako czarne punkty (np. u rodzaju Dendroceros). Na dnie jamek śluzowych znajdują się niefunkcjonujące szparki oddechowe i dlatego system jamek uznawany jest za pozostałość po rozbudowanym u przodków systemie asymilacyjno-przewietrzającym (szparki mają budowę taką jaka spotykana jest na sporofitach roślin naczyniowych i analogiczne na gametofitach znane są tylko z kopalnych ryniofitów). 
Plechy zbudowane są z 5–30 warstw niezróżnicowanych komórek. Każda zawiera zwykle pojedynczy, duży chloroplast (w rodzaju Megaceros może wystąpić do 12 chloroplastów), często z okazałym pirenoidem, otoczonym zwykle ziarnami skrobi. Glewiki są jedynymi roślinami wyższymi posiadającymi pirenoidy, obecne poza tym u glonów, w tym zielenic. Z kolei pojedyncze chloroplasty spotykane są poza tym tylko u takakiowych i widliczek.
Gametofity są na ogół rozdzielnopłciowe, u części Anthoceros obupłciowe. Rodnie i plemnie powstają wewnątrz plechy (endogenicznie – z dolnej, podzielonej komórki epidermalnej, a nie egzogenicznie, jak u innych mszaków), ale blisko grzbietowej strony plechy. Rodnie składają się z szyjki, 4–6 komórek kanałowych, komórki kanałowo-brzusznej i komórki jajowej zagłębionej w plesze (brak ścianek, w efekcie budowa rodni jest bardzo zbliżona do tej u paprotników). Plemnie rozwijają się zebrane po kilka w jamkach plemniowych. Są szerokoelipsoidalne i osadzone na krótkich trzonkach. Po dojrzeniu organów płciowych rozpada się sklepienie nad nimi umożliwiając zapłodnienie.

### Sporofit
Sporofity wyrastają z plechy gametofitu jako zwykle liczne, walcowato-igłowate twory osiągające od kilku mm (Notothylas) do nawet ponad 10 cm długości. Zwykle są prosto wzniesione, rzadko (Notothylas) mają kształt podobny do owoców banana. U nasady otoczone są kołnierzykowatym involucrum, powstającym z plechy gametofitu i które w całości osłania młody sporofit. Sporofit składa się ze stopy, zarodni i znajdującego się między nimi merystemu. W odróżnieniu od wielu innych mszaków brak sety (trzonka sporangialnego), ewentualnie według niektórych źródeł jest ona bardzo zredukowana i trudno zauważalna. Sporofit u glewików jest zielony – kilka warstw komórek zawiera chloroplasty. Wymiana gazowa realizowana jest przez stale otwarte szparki oddechowe.
Stopa zarodni ma kształt miseczkowato wypukły ku dołowi i jest zagłębiona w tkance gametofitu. Komórki na jej powierzchni mają liczne wyrostki, dzięki czemu zwiększa się powierzchnia absorpcyjna sporofitu.
Znajdujący się nad stopą merystem tworzy przez całe życie nowe komórki zarodni – przez cały czas sukcesywnie powstają w niej zarodniki i pseudoelatery. Zarodnia składa się z kilkuwarstwowej ściany. Na zewnątrz pokryta jest ona kutykulą i warstwą epidermy zawierającą aparaty szparkowe. Od wnętrza tworzą ją kilkuwarstwowe komórki miękiszu zawierające po dwa chloroplasty. W środku zarodni tworzy się cienka kolumienka i tkanka zarodnikotwórcza wypełniająca przestrzeń między nią i ścianą. W jej obrębie powstają i dojrzewają zarodniki oraz kolankowato powyginane, jedno- lub kilkukomórkowe pseudoelatery, często rozgałęzione, ze śrubowatymi lub nieregularnymi zgrubieniami ścian. Ich funkcją jest ułatwienie wysypywania się zarodników. Na szczycie zarodnia w miarę dojrzewania pęka na dwie klapy, zwykle spiralnie się zwijające.
Sporofit jest zwykle zależny od gametofitu, który zaopatruje go w dużym stopniu w węglowodany. W okresach panowania niekorzystnych warunków, gdy rozwój gametofitu ustaje – także sporofit przestaje rosnąć. W warunkach bardzo korzystnych obserwowano jednak samodzielny rozwój sporofitu, którego stopa była w bezpośrednim kontakcie z podłożem (rozwój sporofitu w takiej sytuacji jest jednak upośledzony i generalnie jednak jest to pokolenie uzależnione od gametofitu).

## Fizjologia
Glewiki są jedynymi roślinami lądowymi, u których występują mechanizmy zagęszczania CO
2 występujące poza tym u zielenic, krasnorostów i innych glonów. Pozwalają one na wydajną fotosyntezę z udziałem o wiele mniejszych ilości enzymu Rubisco w porównaniu z roślinami telomowymi. Wskazywane jest to jako wartościowy mechanizm do wykorzystania za pomocą inżynierii genetycznej w celu zwiększenia wydajności fotosyntezy roślin uprawnych. 

## Ekologia
Rośliny te rozwijają się zwykle na nagiej, odsłoniętej powierzchni gleb mineralnych, rzadziej na korze drzew. Gatunki występujące w Polsce spotykane są na powierzchni ziemi, zwykle jesienią na polach, po sprzęcie zbóż.

## Systematyka

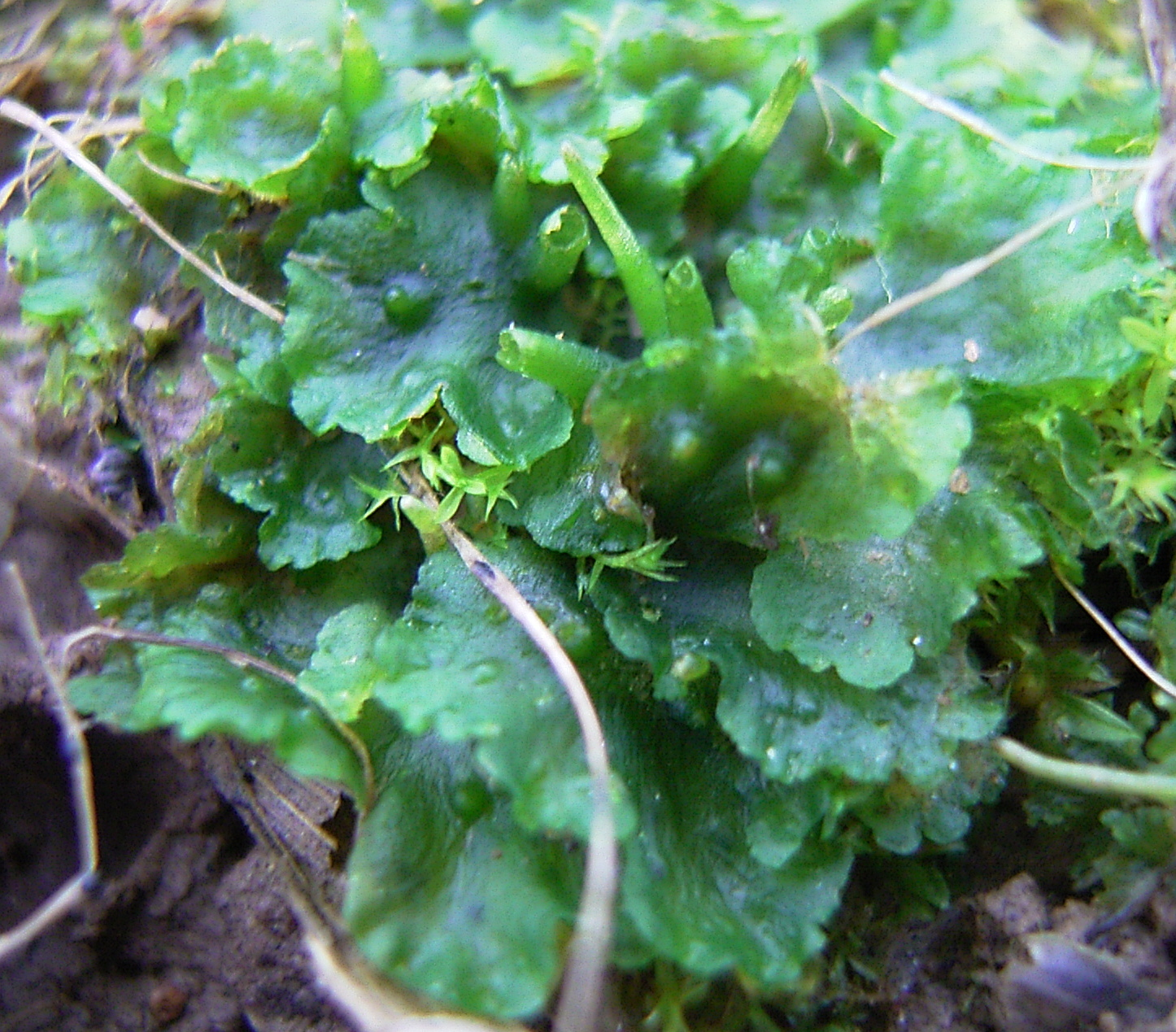
Glewik gładki

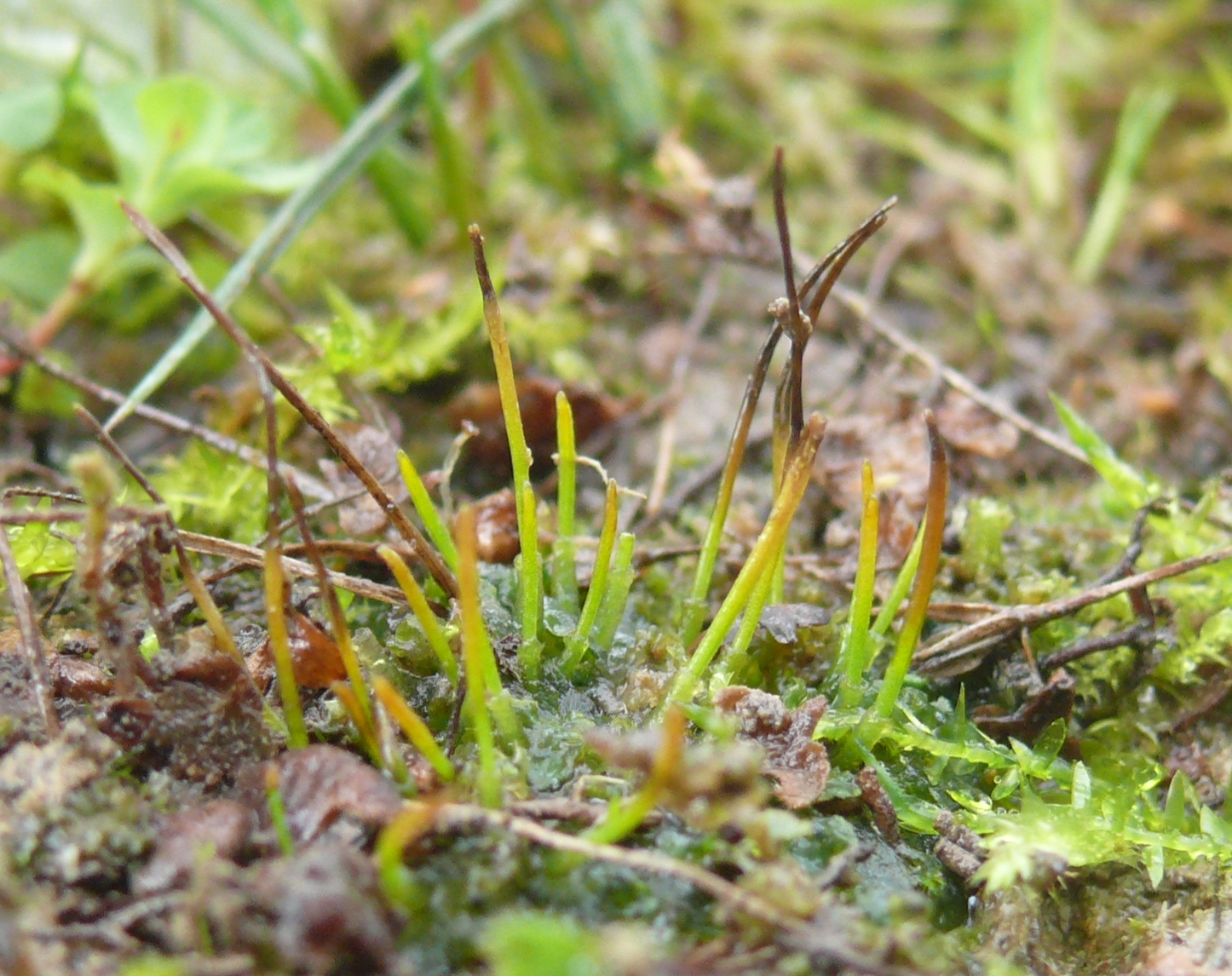
Phaeoceros carolinianus

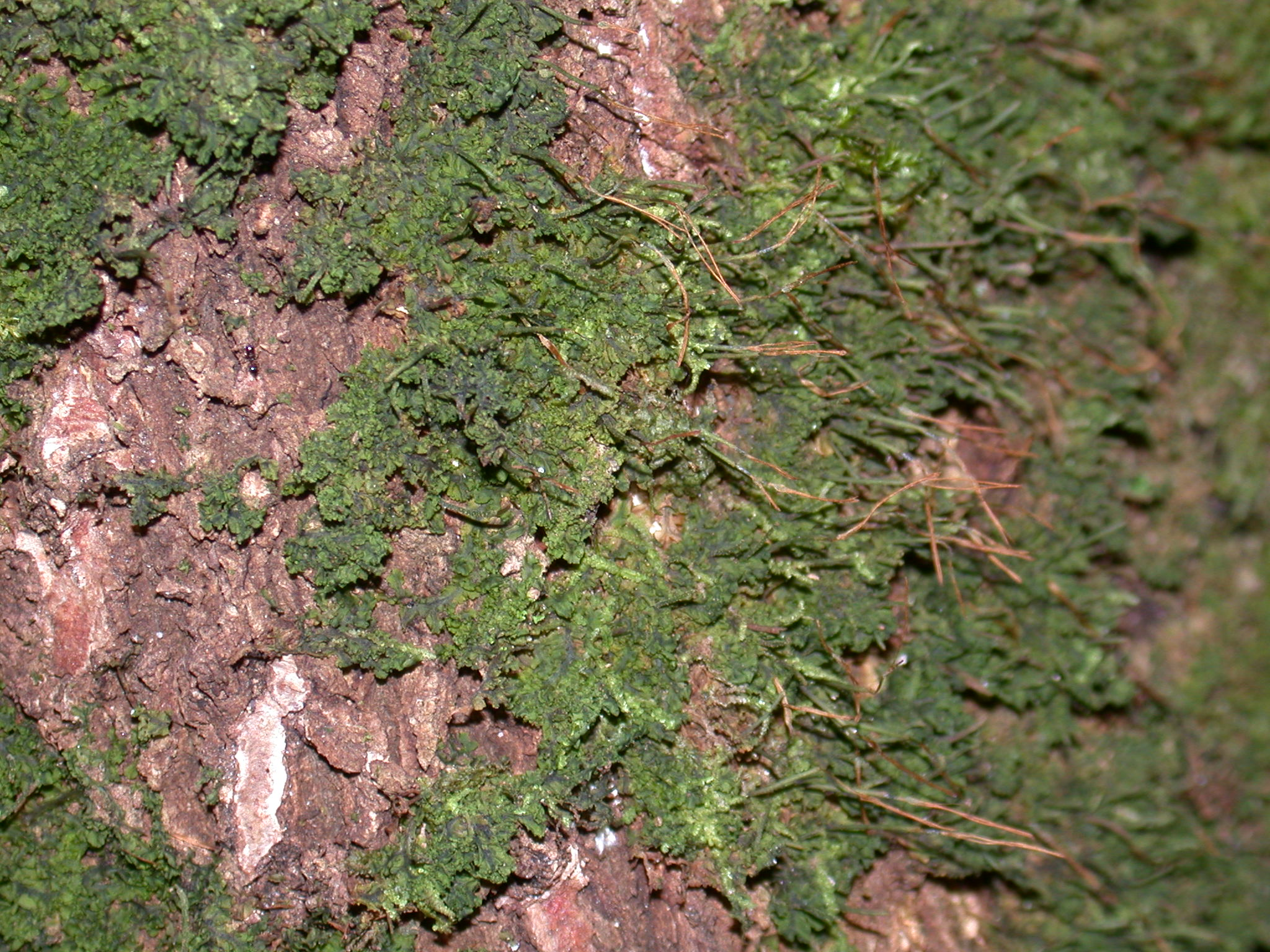
Glewik z rodzaju Dendroceros

W systemach XIX-wiecznych glewiki włączane były do wątrobowców, jednej z dwóch obok mchów klas w obrębie gromady mszaków w systemie Eichlera z 1883. W 1892 Adolf Engler nadał glewikom rangę jednego z trzech rzędów (Anthocerotales) wyróżnianych wśród wątrobowców. W 1894 Lucien M. Underwood pierwszy zwrócił uwagę na odrębność glewików od wątrobowców polegającą na zaawansowanej budowie sporofitu. Marshall A. Howe jako pierwszy w 1899 podniósł ich rangę systematyczną dodając glewiki jako trzecią klasę (Anthocerotes) w obrębie mszaków. Pozycja tej klasy w obrębie mszaków była różnie przedstawiana przez autorów różnych systemów z pierwszej połowy XX wieku, w zależności od tego czy za ważniejsze uznawali bardzo prymitywną budowę gametofitu, czy bardziej złożoną budowę sporofitu. Po odkryciu parafiletycznego charakteru mszaków, trzy wyróżniane w ich obrębie klasy zostały przez Johannesa M. Proskauera (badacza glewików zresztą) podniesione do rangi gromad w 1957, co zostało przyjęte w późniejszych systemach. Analizy filogenetyczne wskazują zwykle na to, że glewiki są ewolucyjnie najmłodszą linią ewolucyjną, oddzieloną po wyodrębnieniu się najpierw wątrobowców, a następnie mchów, a poprzedzającą wyewoluowanie roślin  o rozgałęzionych sporofitach (Polysporangiophytes) obejmujących rośliny naczyniowe (Tracheophytes).
Pozycja i relacje filogenetyczne glewików nie są jednak wciąż ustalone w sposób jednoznaczny i co jakiś czas ukazują się prace wskazujące na jednak monofiletyczny charakter mszaków, w obrębie których glewiki sytuowane są jako siostrzane wobec wątrobowców i mchów, np. taki był wynik analiz molekularnych DNA chloroplastowego w 2018 i 2014 roku.
Klasyfikacja systematyczna glewików jest wciąż przedmiotem badań i od 1988 ukazało się kilka jej koncepcji. W grupie tej wyróżniano jeden rząd (Anthocerotales) lub  pięć rzędów podnosząc do tej rangi wszystkie rodziny. W systemie obejmującym wszystkie żyjące organizmy gromada glewików podzielona została z wykorzystaniem rang klasy i podklasy. Podany niżej system łączy koncepcje podziału wyższych jednostek i relacje w obrębie rzędów i rodzin bazując na analizie cech molekularnych, budowy anatomicznej i morfologicznej.
Klasyfikacja biologiczna glewików
- klasa: Anthocerotopsida de Bary ex Jancz.
  - podklasa: Anthocerotidae Rosenv.
    - rząd: Anthocerotales Limpr.
      - rodzina: Anthocerotaceae Dumort. – glewikowate
        - rodzaj: Anthoceros L. – glewik
        - rodzaj:  Folioceros D.C.Bharadwaj
        - rodzaj:   Sphaerosporoceros

  - podklasa: Dendrocerotidae R.J.Duff, J.C.Villarreal, Cargill et Renzaglia
    - rząd: Dendrocerotales Hässel
      - rodzina:Dendrocerotaceae J.Haseg.
        - rodzaj:   Dendroceros Nees
        - rodzaj:   Megaceros Campb.
        - rodzaj:   Nothoceros (R.M.Schust.) J.Haseg.
        - rodzaj:   Phaeomegaceros R.J.Duff, J.C.Villarreal, Cargill et Renzaglia

    - rząd: Phymatocerotales R.J.Duff, J.C.Villarreal, Cargill et Renzaglia
      - rodzina: Phymatocerotaceae R.J.Duff, J.C.Villarreal, Cargill et Renzaglia
        - rodzaj:   Phymatoceros Stotler

  - podklasa: Notothylatidae R.J.Duff, J.C.Villarreal, Cargill et Renzaglia
    - rząd: Notothyladales Hyvönen et Piippo
      - rodzina:Notothyladaceae Müll.Frib. ex Prosk. – maczugowcowate
        - rodzaj:   Notothylas Sull. ex A.Gray
        - rodzaj:   Phaeoceros Prosk. – glewiczek
        - rodzaj:   Paraphymatoceros Hässel
        - rodzaj:   Hattorioceros
        - rodzaj:   Mesoceros Piippo
- klasa: Leiosporocerotopsida Stotler et Crand.-Stotl.
  - rząd: Leiosporocerotales Hässel
    - rodzina: Leiosporocerotaceae Hässel ex Ochyra
      - rodzaj: Leiosporoceros Hässel